# Holonga (Tongatapu)

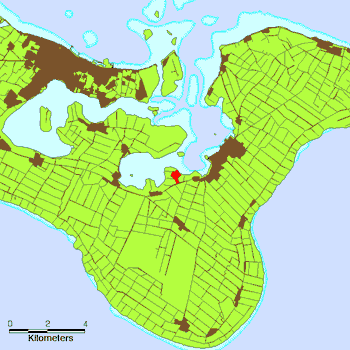
Holonga

Holonga es un pueblo en el distrito oriental (Hahake) de Tongatapu, Reino de Tonga. Se encuentra entre los pueblos de Malapo y 'Alakifonua. Tenía una población de 488 habitantes en 2016.

## Origen
Según una historia popular legendaria, Holonga originalmente recibió su nombre de la gente de Pea. Escaparon de su pueblo natal después de perder la batalla contra Nuku'alofa. Algunos pobladores de Pea corrieron hasta Malapo y se quedaron allí, otras corrieron y se establecieron en Tatakamotonga y Vaini. Cuando el resto de la gente de Pea todavía corría, se cansaron. Se detuvieron, dieron la vuelta y se escondieron en los arbustos. Ese lugar se llamó Holonga. Holo significa escapado y nga significa llanto.